# Тонгоні
Тонгоні (анг. та суах. Tongoni) — процвітаюче мусульманське торгове місто XV—XVI ст. на узбережжі Суахілі в Східній Африці (на території сьогоднішньої Танзанії). Сьогодні руїни Тонгоні знаходяться поруч невеликого однойменного рибальського селища, розташованого за 17 км на південь від м.Танга в Танзанії.
Стародавня назва міста — Тангата (Tangata) або Мтангата (Mtangata).

## Історія

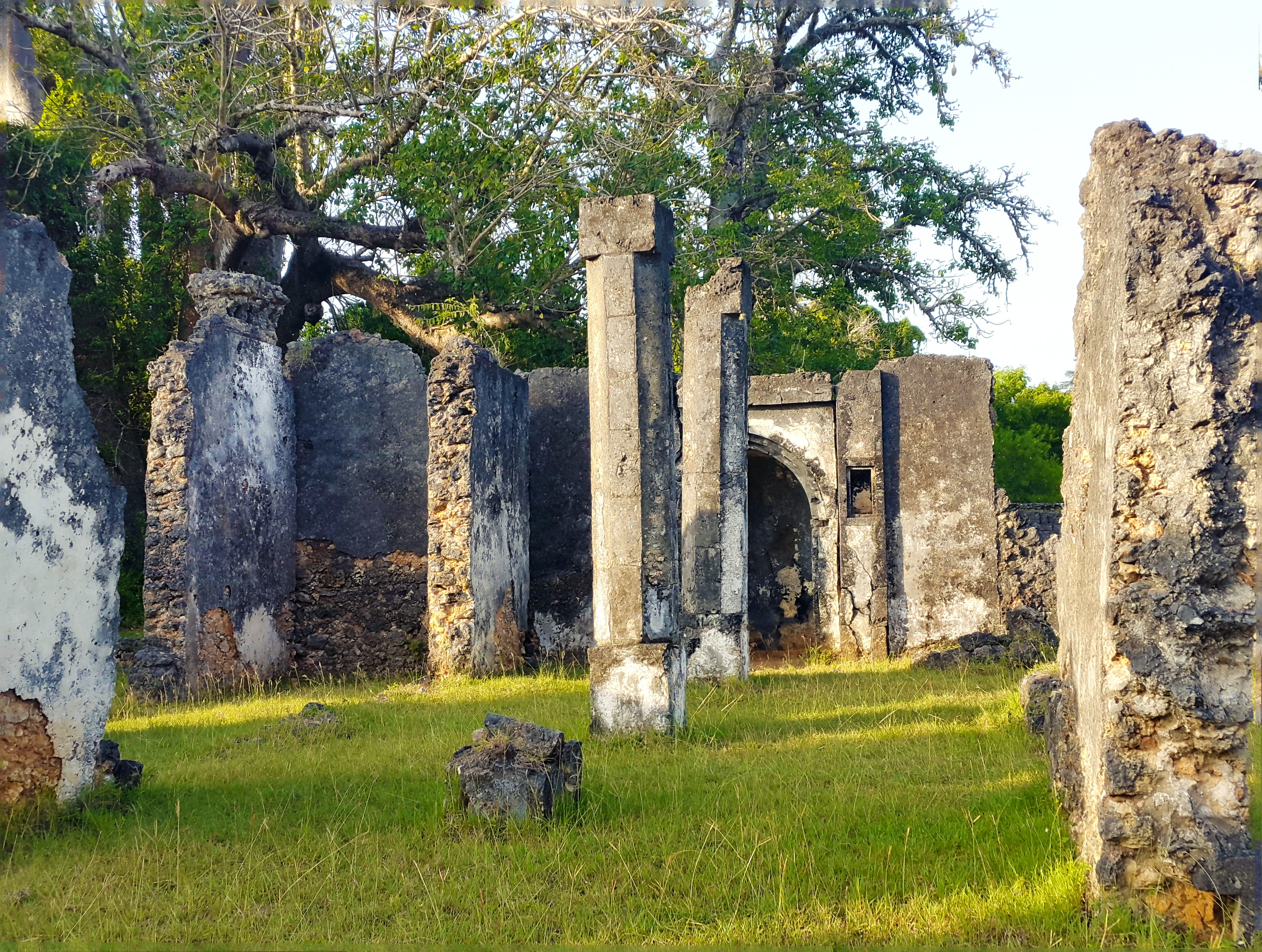
Руїни Тонгоні

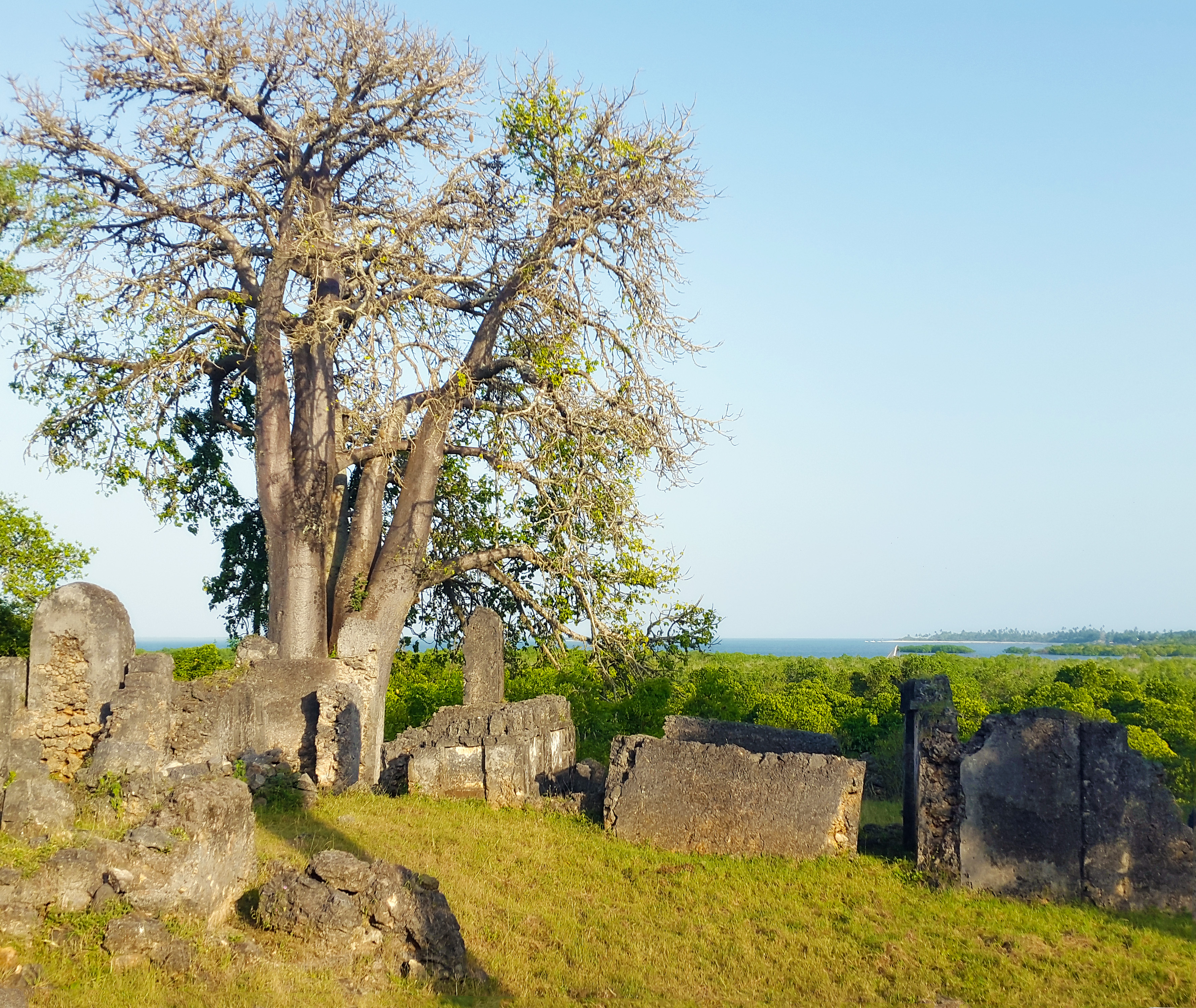
Руїни Тонгоні

Згідно з традицією, Тонгоні було засновано народом ширазі (підгрупою суахілі, якій приписують міфічне перське походження), що заснували багато інших ісламських поселень у Південно-Східній Африці, таких як Кілва та Мафія. Є також думка, що в населеному пункті Тонгоні колись домінували вадебулі — народність, яка, як вважаються, має індійське походження і походить з Дабхола, розташованого на західному узбережжі Індії. Дабхол був морським портом у XV столітті, що належав правителям Бахмані на плато Декан. Бахмані мав широкі торгові зв'язки з Кілвою, яка тоді була найбільшим торговим центром у Південно-Східній Африці.
Розквіт Тонгоні припав на XV століття, коли місто мало власного султана і було достатньо відомим торговим центром.
Португальська флотилія на чолі з Васко да Гама, що відкрила морський шлях до Індії, вперше зупинилась в Тонгоні в квітні 1498 року. Один з кораблів флотилії — велика карака «Сан-Рафаель» сів на мілину біля Тонгоні, але згодом був успішно знятий неї португальськими моряками. Після цього мілини біля Тонгоні позначались на португальських навігаційних картах як «Мілини Сан-Рафаель». Наступного року, повертаючись з Індії, португальський флот здійснив другий візит у Тонгоні і провів тут п'ятнадцять днів. Зокрема члени експедиції зазначали, що місцеві апельсини були кращими, за португальські.
Через порушення португальцями традиційних торговельних мереж та падіння Момбаси, до першої половини XVIII місто занепало. Наприкінці XVIII століття поселення пережило період короткого відновлення, коли сюди переселились біженці з народності Ширазі, що рятувались від Кілви і назвали його Сітахабу («Краще тут, ніж там»), але незабаром після цього місто остаточно занепало..

## Руїни Тонгоні
Сьогодні від Тонгоні залишились руїни мечеті XIV-XV століття та біля сорока гробниць ширазі, що відносяться до того ж періоду.
Руїни в Тонгоні знаходяться в управлінні Департаменту старожитностей і відкриті для публічного відвідування

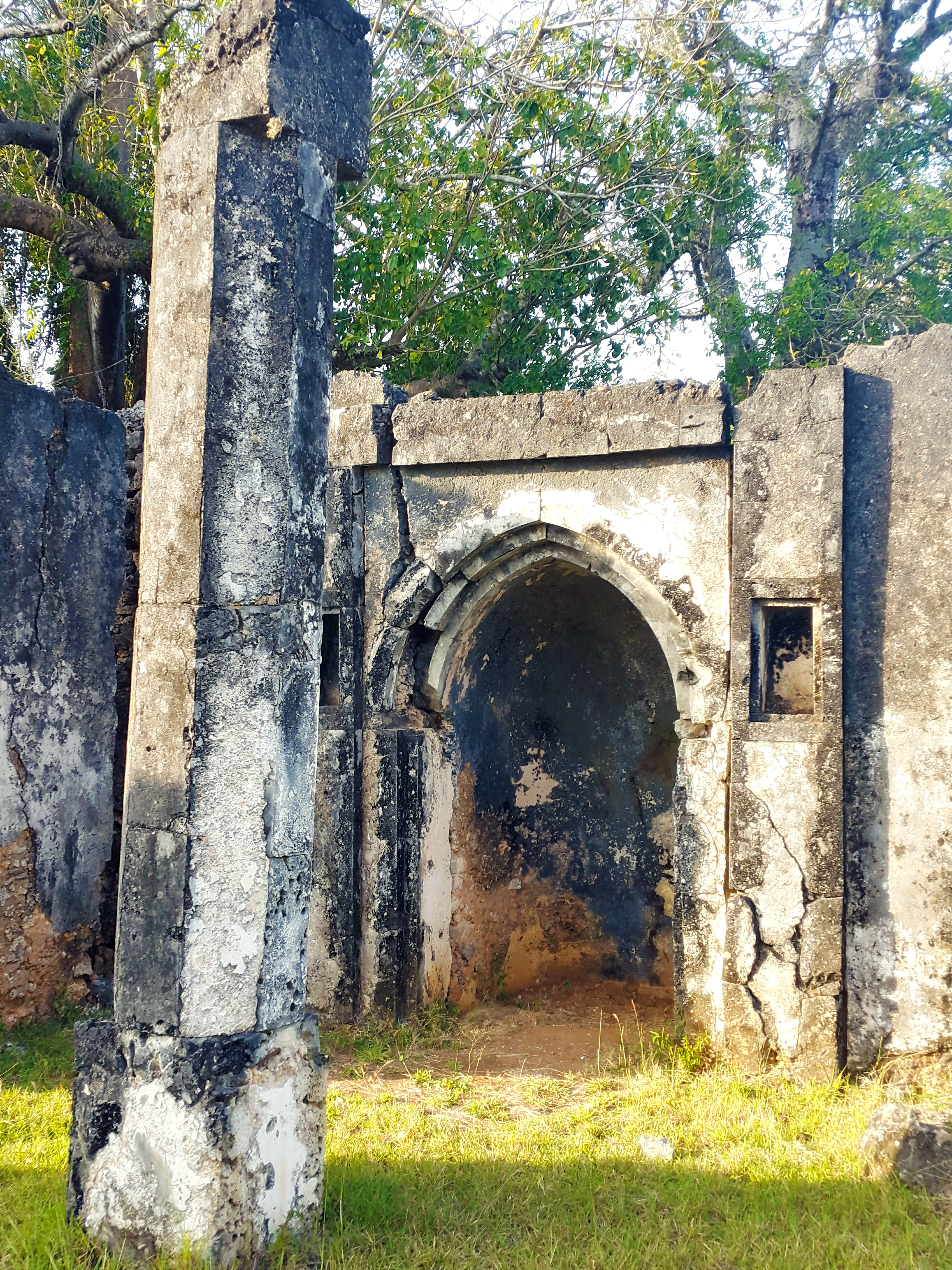
Залишки мечеті в Тонгоні

Розкопок III фази не проводилось. На місці були проведені невеликі тестові розкопки та складено план ділянки. У 2006 році американські археологи провели додаткові тестові розкопки та склали карту місцевості, використовуючи сучасні методи досліджень.